# 藍屋仔
藍屋仔是澳門社會工作局總部大樓的俗稱，位於澳門西墳馬路6號，毗連舊西洋墳場和望德堂，此棟兩層樓高的葡式建築約有七十多年歷史。1960年代開始成為社工局辦公地點並在1965年改建成現時的兩層式，當時外牆為粉紅色，直至1980年代末才塗漆成藍色，其內部已多次維修，1984年本樓曾被列入《澳門文物名錄》中，但在1992年修訂「建築文物名單」時被除名。2006年6月起曾因社工局有意拆建該建築物而引起市民強烈不滿，2007年1月因調查報告建議而予以保留。

## 建築歷史與狀況
藍屋仔原是意大利籍澳門建築師夏剛志的私人別墅，於1951年設計，翌年建成；原建築是單層花園住宅（佔地約485平方米），1958年被澳門政府收購公共救濟總會的辦事處，後在1966及1985年被擴建成兩層辦公樓，並封閉街角的花園部份，現建築面積約692平方米。

## 拆建問題
2006年6月1日，《澳門日報》報道社工局有意在2006年底動工將之拆建為十四層高大樓，此舉引起民間強烈不滿；有學者指藍屋仔為該區歷史特色建築的一個重要組成部分，但社工局局長葉炳權在6月10日表示藍屋仔不在文化遺產清單內，故清拆是大家價值觀念不同的問題。言論激起包括輿論的批評，有輿論指出這是特區政府偏頗列入「澳門歷史城區」而對其他沒有被列入的歷史建築物的輕視。
2006年6月13日，社會文化司司長崔世安表示特區政府將委託高等院校開展研究調查，同時聽取和吸納各方面的意見並調整工作。並於11月29日下午的立法會上表示澳門旅遊學院與教科文組織專研究保留價值，是次「專家及公眾在藍屋仔問題上之研究及意見調查」報告 （页面存档备份，存于）於該年底完成並於2007年1月19日公佈。報告由旅遊學院副教授沈毅孟、講師王俊億、邱燕媚和林浩平主持，社工局局長葉炳權、副局長容光耀均有出席。
報告引述專家小組與2006年10月至12月間之電話問卷調查統計（抽樣數目為10000名），認為藍屋仔有很高歷史與美學價值，並建議擴展望德堂區與塔石區的歷史建築群保護範圍，以保存及維護藍屋仔與鄰近之舊西洋墳場；而葉亦表示順應民意完整保留該建築並在中區另覓地點作辦公樓。另外報告亦建議因是次事件引發的認知和興趣，鼓勵教育以提升澳門居民對本地建築遺產驕傲感。
2015年12月28日，連同其他九座建築物被列入《文化遺產保護法》實施後第一批不動產評定的項目中，進入為期六十天的諮詢，被文化局建議評為「具建築藝術價值的樓宇」。

## 參看
- 下環街市
- 望德堂區
- 澳門歷史城區
- 媽閣廟
- 東望洋山